# Eomamenchisaure
L'eomamenchisaure (Eomamenchisaurus) és un gènere de sauròpode mamenchisàurid que va viure al Juràssic mitjà en el que actualment és Yuanmou, Yunnan, Xina. L'espècie tipus és E. yuanmouensis, descrita per Lu et al. l'any 2008.